# Mesdžidul-Haram
Masdžid al-Haram ili Sveta džamija (arapski: المسجد الحرام, Sveta džamija) - najveća džamija na svijetu i najveće muslimansko svetište. Nalazi se u Meki u Saudijskoj Arabiji. 
U dvorištu džamije nalazi se Ćaba, objekt koji je najsvetiji za muslimane. U smjeru Ćabe, klanjaju se muslimani cijelog svijeta. Područje džamije zauzima površinu od 356.800 m2, a može primiti oko 4 milijuna ljudi i po tome je jedinstveno mjesto u svijetu. 
Prema islamu, Ćabu - srce Svete džamije sagradio je prvi čovjek Adam i to je prema tradiciji bilo prvo mjesto, na kojem su se ljudi klanjali Alahu. Kroz povijest, džamija je mnogo puta uništena pa obnovljena. Prema islamu, džamiju je sagradio Abraham sa svojim sinom Jišmaelom.